# Ахсарисарское сельское поселение
Ахсарисарское се́льское поселе́ние — муниципальное образование в Ирафском районе Северной Осетии Российской Федерации.
Административный центр — село Ахсарисар.

## История
Статус и границы сельского поселения установлены Законом Республики Северная Осетия-Алания от 5 марта 2005 года № 14-рз «Об установлении границ муниципального образования Ирафский район, наделении его статусом муниципального района, образовании в его составе муниципальных образований - сельских поселений и установлении их границ»

## Население
| 2002 | 2010 | 2011 | 2012 | 2013 | 2014 | 2015 |
| ---- | ---- | ---- | ---- | ---- | ---- | ---- |
| 361  | ↗366 | →366 | ↘360 | ↘358 | ↘352 | ↗353 |
| 2016 | 2017 | 2018 | 2019 | 2020 | 2021 | 2023 |
| ↗354 | ↘346 | →346 | ↘344 | ↘334 | ↗336 | ↘324 |
| 2024 | 2025 |      |      |      |      |      |
| ↘319 | ↗322 |      |      |      |      |      |

## Состав сельского поселения
| № | Населённый пункт | Тип населённого пункта       | Население |
| - | ---------------- | ---------------------------- | --------- |
| 1 | Ахсарисар        | село, административный центр | ↘323      |
| 2 | Калух            | село                         | ↘13       |